# Jean Pierre Mifsud Triganza
Jean Pierre Mifsud Triganza (* 20. November 1981 in Msida) ist ein maltesischer Fußballspieler.
Mifsud Triganza wurde im Sommer 2000 vom Floriana FC verpflichtet. Um mehr Spielpraxis zu bekommen, wurde er für eine Saison an den FC Msida Saint Joseph ausgeliehen. Anfang 2004 wechselte er zum FC Birkirkara, mit dem er die Meisterschaft 2006 gewinnen konnte. Im Sommer 2009 schloss er sich den Sliema Wanderers an. Anfang 2012 kehrte er nach Birkirkara zurück, wo er mit seiner Mannschaft die Meisterschaft 2013 erringen konnte. Im Sommer 2013 nahm ihn Ligakonkurrent FC Valletta unter Vertrag. Dort gewann er mit den Meisterschaften 2014 und 2016 zwei weitere Titel. Zwischendurch war er für eine Spielzeit an den FC Balzan ausgeliehen gewesen. Im Sommer 2016 heuerte er bei den Ħamrun Spartans an, zog aber schon ein halbes Jahr später zum FC Mosta weiter. Seit Sommer 2017 spielte er für Pembroke Athleta.
Für die Nationalmannschaft bestritt er im Jahr 2008 bei einer 0:1-Niederlage gegen Island sein einziges Länderspiel.